# カタリナ・ファン・ヘメッセン
カタリナ・ファン・ヘメッセン（Catharina van Hemessen、名はCaterina とも、1527年か1528年の生まれ、1565年以降に死去）はフランドルの画家である。署名があり、確実に作者が同定できる作品が残っている最初のフランドルの女性画家とされる。1540年代末から、1550年代に一連の主に女性を描いた肖像画と少数の宗教画が残されている。

## 略歴
カタリナ・ファン・ヘメッセンの生涯に関する情報は、父親の画家のヤン・サンデルス・ファン・ヘメッセンや結婚した音楽家のChristian de Morienの記録や彼女の作品から推定されている。アントウェルペンの有力な画家、ヤン・サンデルス・ファン・ヘメッセンの娘に生まれた。父親から絵を学んだと考えられている。1548年の日付のある自画像が残っていて、その時の年齢が20歳であったという記録から生年は推定されている。画家として評判になり。アントウェルペンの聖ルカ組合に加入が認められ、弟子を取ることも許された。
1554年にカール5世の妹で、ネーデルラント17州の総督を務めたマリア・フォン・エスターライヒの宮廷オルガン演奏家で、アントウェルペンの聖母大聖堂のオルガニストでもあったChristian de Morienと結婚した。カタリナもマリア・フォン・エスターライヒの女官として働き、1556年にマリア・フォン・エスターライヒがスペインに移ると、夫とともにスペインに移り、1558年にマリア・フォン・エスターライヒが亡くなった後、アントウェルペンに戻った。1561年に夫が、ヒエロニムス・ボスも加わっていた、スヘルトーヘンボスの「聖なる聖母の兄弟団(Illustre Lieve Vrouwe Broederschap)」のためのオルガニストといて働き始め、1565年に夫とスヘルトーヘンボスに移った後の記録は残っていない。
カタリナ・ファン・ヘメッセンは肖像画と少数の宗教画を描き、作品はアムステルダム国立美術館やロンドンナショナル・ギャラリー、エルミタージュ美術館に収蔵されている。

## 作品

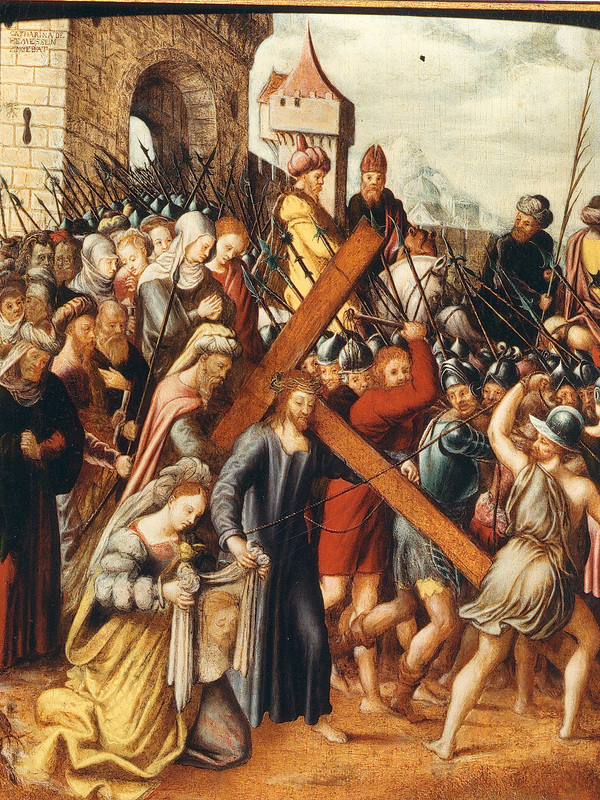
聖ヴェロニカに出会うキリスト
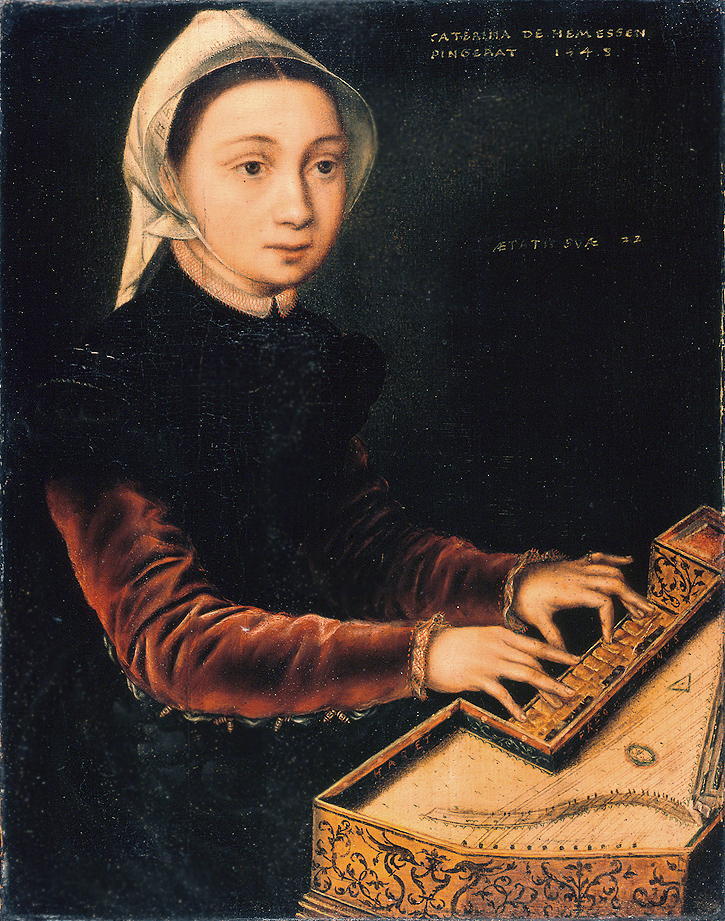
ヴァージナルを弾く少女
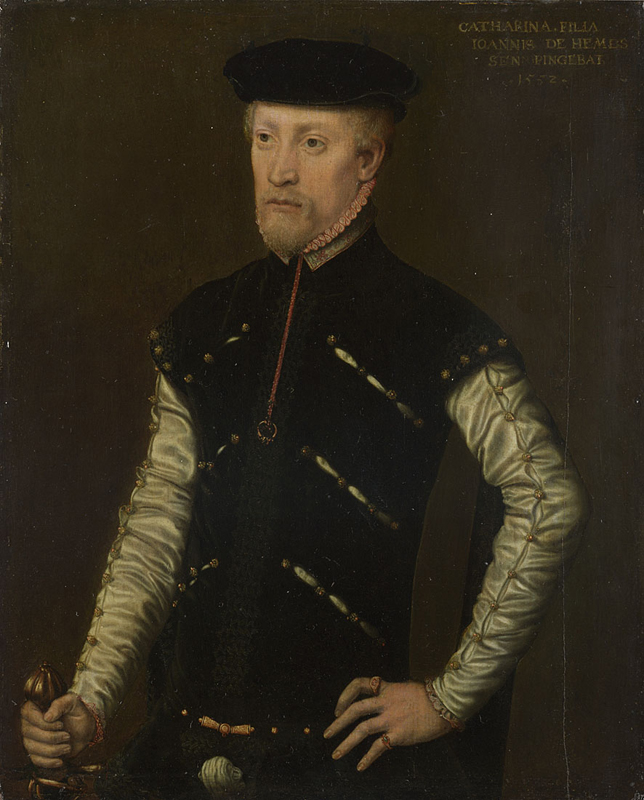
男性像(1552)
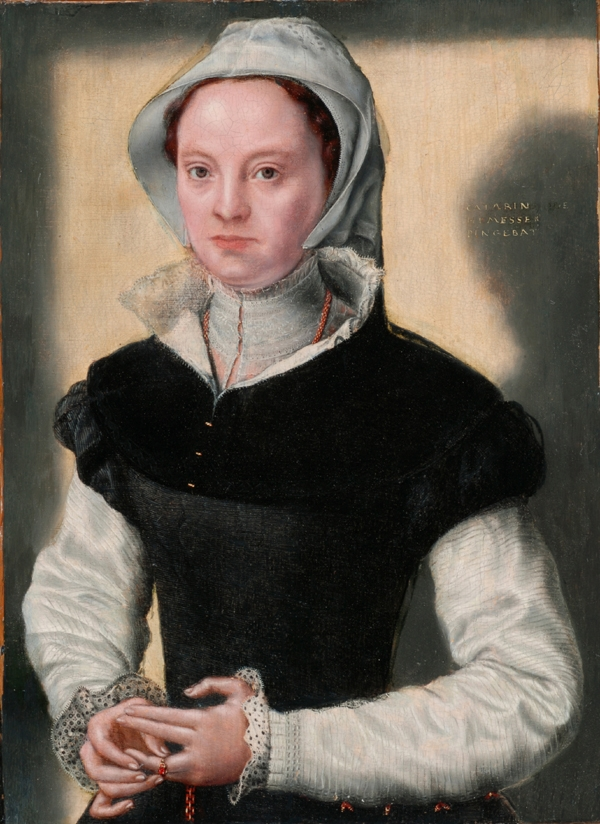
婦人像(c.1548)